# 구이저우 컬쳐 플라자 타워
구이자우 컬쳐 플라자 타워는 중국 구이양에 공사중인 마천루이다. 원래 구이양 국제 금융 센터를 120m 정도 능가하는 구이양의 최고층 마천루가 될 예정이었으나 500m 이상 건물 신축 금지법에 의해 본래의 521m, 109층 높이에서 450m, 97층으로 높이는 71m, 층수는 12층이 줄어들었다.